# Grote man, kleine man
Grote man, kleine man is een kunstwerk in Amsterdam Nieuw-West.
De kunstenaar Stephan Balkenhol ontwierp voor het M.J. Granpré Molièreplein in de nieuwbouwwijk Noordenhof een beeld waarin een kleine man tegen het linkerbeen opklimt van een grote man. Balkenhols oeuvre zit vol met afbeelding van mensen, maar dan in uitvergrote vorm. Het beeld verschilt met andere beelden van personen in dat het niet op een sokkel geplaatst is, maar op een soort krukje. Balkenhol wilde met de sculptuur van een gewone man afstand nemen van "al die klassieke" beelden waarop helden staan; Balkenhol gaf een "gewone man" weer. Balkenhols artistieke handtekening is terug te vinden in het beeld. De man draagt een zwarte broek en een wit overhemd (bij het klimmend mannetje is dat andersom). Ook de donkergekleurde kop met donkerbruin haar is een terugkerend thema bij zijn kunstwerken. De kunstenaar gebruikte beschilderd brons voor de personen en roestvast staal voor de kruk.